# Scottish Professional Championship
Die Scottish Professional Championship war ein professionelles Snookerturnier ohne Einfluss auf die Snookerweltrangliste. Erstmals in den 1940ern und 1950ern ausgetragen, wurde es als eine der nationalen Profimeisterschaften der 1980er-Jahre bekannt. 2011 fand eine einmalige Neuauflage statt. Harry Stokes ist mit vier Titeln Rekordsieger, John Rea spielte bei der Ausgabe 1989 ein Maximum Break.
Das Turnier ist nicht zu verwechseln mit der schottischen Snooker-Meisterschaft auf Amateurebene.

## Geschichte
Bereits in den 1940ern und 1950ern fanden einige Ausgaben einer Scottish Professional Championship statt. Meist nahmen daran nur wenige Spieler teil, die häufig zudem eigentlich Amateure waren. Der Schotte Walter Donaldson, der in dieser Zeit zwei Mal die professionelle Snookerweltmeisterschaft gewann, nahm nie teil. Ausgetragen im K.-o.-System, fanden die Turniere hauptsächlich in Edinburgh, manchmal auch in Glasgow, statt.
Zwischen 1980 und 1983 gab es die ersten vier Auflagen an verschiedenen Orten Schottlands. Harry Stokes konnte das Turnier vier Mal gewinnen und stand ein weiteres Mal im Finale.
Zu einer Neuauflage des Turnieres kam es ab 1980, als nach Jahren der Flaute sukzessive wieder einige Schotten Profispieler wurden. Nach einer Erstausgabe mit nur zwei Teilnehmern entwickelte sich das Turnier bald zu einem regelmäßig ausgetragenen Turnier mit etwa acht Teilnehmern pro Ausgabe, das an verschiedenen Orten in Schottland ausgetragen wurde. Nur noch ein weiteres Mal, 1984, gab es ein Turnier mit nur zwei Teilnehmern. Maßgeblich an dieser Entwicklung war Bert Demarco, der als Promoter das Turnier nach 1980 unter seine Fittiche nahm, als Spieler mitunter aber auch selbst teilnahm. Von 1985 bis 1989 war das Turnier zudem von der World Professional Billiards & Snooker Association, dem Weltverband, mit je 1.000 Pfund Sterling je Teilnehmer subventioniert. Mit Murdo MacLeod und Stephen Hendry gab es zwei Spieler, die erneut drei Titel gewinnen konnten, zwei weitere gewann Eddie Sinclair. Bei der Ausgabe 1989 spielte John Rea zudem ein Maximum Break, das erst siebente offiziell anerkannte 147er-Break der Geschichte. Trotz dieses Höhepunktes wurde das Turnier nach dieser Ausgabe eingestellt, vor allem, weil die WPBSA-Subventionierung ausgelaufen war.
Nach 22 Jahren erlebte das Turnier zum zweiten Mal eine Neuauflage. Neben allen schottischen Profispielern erhielten diesmal auch einige schottische Amateure die Möglichkeit zur Teilnahme. Am Ende siegte Weltmeister John Higgins. Es blieb aber bei dieser einzigen Neuauflage, danach wurde das Turnier wieder eingestellt.

## Sieger
| Jahr                                                                | Austragungsort                                                      | Sieger                                                              | Ergebnis                                                            | Finalist                                                            | Sponsor                                                             | Saison                                                              |
| Scottish Professional Championship – Non-ranking-Turner (Challenge) | Scottish Professional Championship – Non-ranking-Turner (Challenge) | Scottish Professional Championship – Non-ranking-Turner (Challenge) | Scottish Professional Championship – Non-ranking-Turner (Challenge) | Scottish Professional Championship – Non-ranking-Turner (Challenge) | Scottish Professional Championship – Non-ranking-Turner (Challenge) | Scottish Professional Championship – Non-ranking-Turner (Challenge) |
| ------------------------------------------------------------------- | ------------------------------------------------------------------- | ------------------------------------------------------------------- | ------------------------------------------------------------------- | ------------------------------------------------------------------- | ------------------------------------------------------------------- | ------------------------------------------------------------------- |
| März 1946                                                           | Edinburgh – BA&CC Match Hall                                        | R. C. T. Martin                                                     | 4:2                                                                 | James O’Brien                                                       | –                                                                   | –                                                                   |
| Dez. 1946                                                           | Edinburgh – BA&CC Match Hall                                        | R. C. T. Martin                                                     | 4:0                                                                 | Joe Camp                                                            | –                                                                   | –                                                                   |
| 1948                                                                | Edinburgh – BA&CC Match Hall                                        | Willie Newman                                                       | 6:2                                                                 | R. C. T. Martin                                                     | –                                                                   | –                                                                   |
| 1949                                                                | Edinburgh                                                           | Harry Stokes                                                        | 11:4                                                                | Willie Newman                                                       | –                                                                   | –                                                                   |
| 1951                                                                | Edinburgh – Nile Rooms                                              | Eddie Brown                                                         | 11:9                                                                | Harry Stokes                                                        | –                                                                   | –                                                                   |
| 1952                                                                | Edinburgh                                                           | Harry Stokes                                                        | 11:4                                                                | Eddie Brown                                                         | –                                                                   | –                                                                   |
| 1953                                                                | Glasgow – Union Club                                                | Harry Stokes                                                        | 11:8                                                                | Eddie Brown                                                         | –                                                                   | –                                                                   |
| 1954                                                                | unbekannt                                                           | Harry Stokes                                                        | 11:5                                                                | R. C. T. Martin                                                     | –                                                                   | –                                                                   |
| 1980                                                                | Cumbernauld – Cumbernauld Theatre                                   | Eddie Sinclair                                                      | 11:6                                                                | Chris Ross                                                          | –                                                                   | 1979/80                                                             |
| 1981                                                                | Cumbernauld – Cumbernauld Theatre                                   | Ian Black                                                           | 11:7                                                                | Matt Gibson                                                         | –                                                                   | 1980/81                                                             |
| 1982                                                                | Dunfermline – Glen Pavillon                                         | Eddie Sinclair                                                      | 11:7                                                                | Ian Black                                                           | Tartan Bitter, Daily Record                                         | 1981/82                                                             |
| 1983                                                                | Glasgow – University of Glasgow                                     | Murdo MacLeod                                                       | 11:9                                                                | Eddie Sinclair                                                      | –                                                                   | 1983/84                                                             |
| 1984                                                                | unbekannt                                                           | Murdo MacLeod                                                       | 8:7                                                                 | Eddie Sinclair                                                      | –                                                                   | 1983/84                                                             |
| 1985                                                                | Edinburgh – Marco’s Leisure Centre                                  | Murdo MacLeod                                                       | 10:2                                                                | Eddie Sinclair                                                      | –                                                                   | 1984/85                                                             |
| 1986                                                                | Edinburgh – Marco’s Leisure Centre                                  | Stephen Hendry                                                      | 10:5                                                                | Matt Gibson                                                         | Canada Dry                                                          | 1985/86                                                             |
| 1987                                                                | Glasgow – Steve Davis Club                                          | Stephen Hendry                                                      | 10:7                                                                | Jim Donnelly                                                        | People’s Cars                                                       | 1986/87                                                             |
| 1988                                                                | Edinburgh – Marco’s Leisure Centre                                  | Stephen Hendry                                                      | 10:4                                                                | Murdo MacLeod                                                       | Swish                                                               | 1987/88                                                             |
| 1989                                                                | Edinburgh – Marco’s Leisure Centre                                  | John Rea                                                            | 9:7                                                                 | Murdo MacLeod                                                       | –                                                                   | 1988/89                                                             |
| 2011                                                                | Clydebank – Lucky Break Snooker Club                                | John Higgins                                                        | 6:1                                                                 | Anthony McGill                                                      | –                                                                   | 2010/11                                                             |